# Chremon (Politiker)
Chremon (altgriechisch Χρέμων) war ein Politiker im klassischen Athen gegen Ende des Peloponnesischen Krieges (431 – 404 v. Chr.). Er wurde zu einem der Dreißig Tyrannen gewählt, die in dem von Sparta besiegten und später auch von spartanischen Truppen besetzten Athen vom August 404 v. Chr. bis zum März 403 v. Chr. eine oligarchische Schreckensherrschaft errichteten, der schätzungsweise 1500 Personen zum Opfer fielen. 
Chremon muss bereits vor dem Ende des Krieges der spartafreundlichen oligarchischen Partei angehört haben. Offensichtlich hatte er sich dort durch seine politischen Aktivitäten einen beträchtlichen Anhang erworben, so dass er 404 v. Chr. zu einem Mitglied der oligarchischen Regierung gewählt wurde. Er scheint ein Spezialist im Beseitigen von politischen Gegnern durch ihre Verwicklung in Gerichtsprozesse gewesen zu sein, eine Art von Sykophantentum auf hoher politischer Ebene. Möglicherweise stammt die Idee, dabei mit dem bestechlichen Staatsschreiber Nikomachos zusammenzuarbeiten, von Chremon. Von Nikomachos, dessen Aufgabe eigentlich darin bestand, Gesetzestexte zu verwalten, berichtet uns der berühmte Redner Lysias und zeigt, dass dieser gegen Geld bereit war, Gesetze verfälscht zu kopieren, so dass dadurch bestimmte politische Prozesse möglich wurden.
So soll nach den Angaben von Lysias Chremon gemeinsam mit seinem Parteifreund Satyros von Kephisia, der als Anführer der sogenannten „Elfmänner“ später die Funktion einer Art von Polizeipräsident Athens ausübte, auf diese Weise die Hinrichtung des demokratischen Politikers Kleophon bewirkt haben, der wegen seines vulgären und demagogischen Auftretens allerdings auch innerhalb der demokratischen Partei nicht nur Freunde hatte. Kleophon hatte sich am Ende des Peloponnesischen Krieges hartnäckig einem Frieden mit Sparta widersetzt und sich dadurch die Feindschaft der oligarchischen Partei zugezogen. 
Wie Lysias berichtet, hatten Chremon und Satyros in der athenischen Volksversammlung großen Einfluss. Mit Hilfe der Gesetzesverfälschungen, die der von ihnen gekaufte Staatsschreiber Nikomachos produzierte, erreichten sie, dass diese Versammlung auch Entscheidungen in Gerichtsangelegenheiten treffen durfte. So gelang es ihnen, außer Kleophon auch viele angesehene Bürger, Lysias erwähnt insbesondere Strombichides und Kalliades, die dem oligarchischen System im Weg standen, verurteilen und hinrichten zu lassen.
Über weitere individuelle Aktivitäten Chremons während der Herrschaft der Dreißig und über sein weiteres Schicksal ist nichts bekannt. Möglicherweise hat er sich nach dem Sturz der Tyrannis 403 v. Chr. wie die Mehrzahl seiner Kollegen in das befestigte Eleusis zurückgezogen. Als es (wohl noch 403 v. Chr.) schließlich doch noch zu einer militärischen Auseinandersetzung zwischen dem erneuerten demokratischen Athen und der Tyrannenfestung Eleusis kam, wurden die ehemaligen Tyrannen, unter denen sich vielleicht auch Chremon befand, von den Demokraten in eine Falle gelockt und ermordet. 